# 143. rezervní divize (Wehrmacht)
143. rezervní divize (německy 143. Reserve-Division) byla pěší divize německé armády (Wehrmacht) za druhé světové války.

## Historie
Divize byla založena 18. září 1942. 18. února 1944 byla divize ve městě Dubno na západní Ukrajině zrušena.